# 劉騭
劉 騭（りゅう しつ、生年不詳 - 548年）は、北魏・東魏の官僚・軍人。字は子昇。本貫は彭城郡彭城県叢亭里。

## 経歴
劉廞の子として生まれた。弱冠にして徐州に召し出されて主簿をつとめた。使者として洛陽を訪れたとき、献陽殿で孝荘帝の謁見を受け、国境地帯の事情を問われた。劉騭の応答が上品で明快だったため、帝に賞賛され、員外散騎侍郎の位を受けた。徐州開府従事中郎として出向した。
534年（永熙3年）、父の劉廞が殺害されると、劉騭は郷里の部曲を率いて兗州に赴き、兗州刺史の樊子鵠とともに高歓に抵抗した。劉騭は戦うたびに涙を流して突撃した。瑕丘城が陥落すると、劉騭は捕らえられて晋陽に送られたが、高歓により赦免された。
高澄が儀同開府となると、劉騭はその属官となり、徐州大中正をつとめた。武定初年、中書舎人に転じ、安東将軍の号を加えられた。東魏が南朝梁と和平を結ぶと、劉騭は前後して南朝梁の使節16人を応接した。司徒右長史として出向し、しばらくして左長史に転じた。548年（武定6年）、兗州への使者の任を受けて下向する途中、東郡で突然の病に倒れて死去した。安東将軍・南青州刺史の位を追贈された。

## 伝記資料
- 『魏書』巻55 列伝第43
- 『北史』巻42 列伝第30